# Černý trpaslík
Černý trpaslík je chladný hvězdný objekt, který se vyvinul z bílého trpaslíka a nakonec postupným zářením černého tělesa ochladl. Ve vesmíru by neměl dosud žádný černý trpaslík existovat, neboť čas potřebný k ochlazení bílého trpaslíka na požadovanou úroveň je delší než dosavadní délka existence vesmíru.
I v epoše, kdy černí trpaslíci budou existovat, bude nesmírně obtížné je detekovat, neboť budou vysílat tepelné záření o teplotě jen o málo vyšší než kosmické mikrovlnné pozadí.[zdroj?] Jedna z mála možností jejich odhalení tkví v jejich gravitačních účincích, tedy zachycení světelných paprsků ohýbajících se kolem trpaslíka. Rekonstruováním informace, kterou přenášejí, získáme deformovaný obraz, pomocí kterého můžeme určit, jakým tělesem byly paprsky ohnuty. Stejná metoda se používá mj. i k detekci černých děr.
Černé trpaslíky nelze zaměňovat s hnědými trpaslíky, kteří se formují, když se z plynu vytváří hvězda, ale nedosáhnou dostatečné hmotnosti k zahájení a udržení vodíkové nukleární fúze. V 60. letech 20. století byli občas „hnědí trpaslíci“ nazýváni „černými trpaslíky.“